# Narzępikowate
Narzępikowate, wpleszczowate (Hippoboscidae) – rodzina muchówek z podrzędu krótkoczułkich. Obejmuje blisko 800 gatunków, od w pełni uskrzydlonych do całkiem bezskrzydłych. Są hematofagicznymi ektopasożytami ssaków i ptaków. Charakteryzuje je larworodność. Większość rozwoju larwalnego ma miejsce w organizmie matki. Larwa po jego opuszczeniu natychmiast zmienia się w poczwarkę.

## Taksonomia
Takson ten wprowadził w 1819 roku George Samouelle. W węższym ujęciu rodzina ta obejmuje 213 gatunków, zgrupowanych w 21 rodzajach i 3 podrodzinach: Ornithomyinae, Hippoboscinae i Lipopteninae. W pracy sumaryzującej systematykę muchówek Thomasa Pape i współpracowników z 2011 roku oraz w bazie ITIS zastosowano szersze ujęcie rodziny, jako obejmującej trzy następujące podrodziny: Hippoboscinae, Nycteribiinae i Streblinae. W takim przypadku do narzepikowatych należą 782 gatunki, zgrupowane w 68 rodzajach. Tak definiowana rodzina odpowiada dawnemu taksonowi muchówek poczwarkorodnych (Pupipara).

## Opis
Ciało od przypominającego muchę po silnie zmodyfikowane celem przemieszczania się wśród futra lub piór żywiciela. Skrzydła w pełni rozwinięte, różnie zredukowane do całkiem nieobecnych. Przezmianki występują lub nie. Aparat gębowy kłujący. Wewnątrz kłujki leży połączone z gruczołami ślinowymi podgębie.

## Biologia
Wszystkie gatunki są obligatoryjnymi, krwiopijnymi ektopasożytami zwierząt stałocieplnych. Żywicielami Nycteribiinae i Streblinae są nietoperze, natomiast Hippoboscinae pasożytują na ptakach i ssakach, głównie parzystokopytnych. 
Rozród zachodzi na ciele gospodarza. Niekiedy samiec jest uczepiony samicy przez dłużej niż jeden dzień. Niektóre samice mogą przechowywać spermę i używać jej do kilku zapłodnień. Wszystkie gatunki są larworodne i rodzą po jednej larwie naraz. Larwa rozwija się w macicy, gdzie jest karmiona wydzieliną gruczołów mlecznych. Początkowo jest ona połączona z samicą układem tchawkowym, z czasem wykształca własny układ. Po urodzeniu larwa natychmiast się przepoczwarcza. Poczwarka ma postać bobówki, która bądź opada na glebę, bądź do gniazda żywiciela, bądź pozostaje przyklejona do jego ciała, bądź jest przez pewien czas noszona przez samicę. Stadium to może zimować, w przeciwnym wypadku trwa co najmniej 20 dni.

## Rozprzestrzenienie
Hippoboscinae i Nycteribiinae są kosmopolityczne, natomiast Streblinae głównie tropikalne.